# Mistrovství Evropy v judu 2016 – ženy – těžká váha (+78 kg)
Zápasy v judu na mistrovství Evropy v kategorii těžkých vah žen proběhly v Kazani, 23. dubna 2016.

## Finále
| finále             |                |
| ------------------ | -------------- |
| Kayra Sayitová     | Kayra Sayitová |
| Svitlana Jaromková | Kayra Sayitová |

## Opravy / O bronz
Poražení čtvrtfinalisté se utkávají mezi sebou v opravách. Vítězové oprav následně vyzvou poražené semifinalisty v boji o bronzovou medaili.
| opravy               | o bronz              |                      |
| -------------------- | -------------------- | -------------------- |
| Emilie Andéolová     | Carolin Weißová      | Jasmin Külbsová      |
| Carolin Weißová      | Carolin Weißová      | Jasmin Külbsová      |
|                      | Jasmin Külbsová      | Jasmin Külbsová      |
| Xenija Čibisovová    | Belkıs Zehra Kayaová | Belkıs Zehra Kayaová |
| Belkıs Zehra Kayaová | Belkıs Zehra Kayaová | Belkıs Zehra Kayaová |
|                      | Santa Pakenisová     | Belkıs Zehra Kayaová |

## Pavouk
|   | 1/32                    | 1/16                    | čtvrtfinále          | semifinále         | finále             |
| - | ----------------------- | ----------------------- | -------------------- | ------------------ | ------------------ |
| A | volný los               | Emilie Andéolová        | Emilie Andéolová     | Kayra Sayitová     | Kayra Sayitová     |
| A | volný los               | Emilie Andéolová        | Emilie Andéolová     | Kayra Sayitová     | Kayra Sayitová     |
| A | volný los               | Sarah Adlingtonová      | Emilie Andéolová     | Kayra Sayitová     | Kayra Sayitová     |
| A | volný los               | Sarah Adlingtonová      | Emilie Andéolová     | Kayra Sayitová     | Kayra Sayitová     |
| A | volný los               | Kayra Sayitová          | Kayra Sayitová       | Kayra Sayitová     | Kayra Sayitová     |
| A | volný los               | Kayra Sayitová          | Kayra Sayitová       | Kayra Sayitová     | Kayra Sayitová     |
| A | Milica Žabićová         | Mercédesz Szigetváriová | Kayra Sayitová       | Kayra Sayitová     | Kayra Sayitová     |
| A | Mercédesz Szigetváriová | Mercédesz Szigetváriová | Kayra Sayitová       | Kayra Sayitová     | Kayra Sayitová     |
| B | volný los               | Iryna Kindzerská        | Santa Pakenisová     | Santa Pakenisová   | Kayra Sayitová     |
| B | volný los               | Iryna Kindzerská        | Santa Pakenisová     | Santa Pakenisová   | Kayra Sayitová     |
| B | volný los               | Santa Pakenisová        | Santa Pakenisová     | Santa Pakenisová   | Kayra Sayitová     |
| B | volný los               | Santa Pakenisová        | Santa Pakenisová     | Santa Pakenisová   | Kayra Sayitová     |
| B | volný los               | Tessie Savelkoulsová    | Carolin Weißová      | Santa Pakenisová   | Kayra Sayitová     |
| B | volný los               | Tessie Savelkoulsová    | Carolin Weißová      | Santa Pakenisová   | Kayra Sayitová     |
| B | volný los               | Carolin Weißová         | Carolin Weißová      | Santa Pakenisová   | Kayra Sayitová     |
| B | volný los               | Carolin Weißová         | Carolin Weißová      | Santa Pakenisová   | Kayra Sayitová     |
| C | volný los               | Svitlana Jaromková      | Svitlana Jaromková   | Svitlana Jaromková | Svitlana Jaromková |
| C | volný los               | Svitlana Jaromková      | Svitlana Jaromková   | Svitlana Jaromková | Svitlana Jaromková |
| C | volný los               | Larisa Cerićová         | Svitlana Jaromková   | Svitlana Jaromková | Svitlana Jaromková |
| C | volný los               | Larisa Cerićová         | Svitlana Jaromková   | Svitlana Jaromková | Svitlana Jaromková |
| C | volný los               | Xenija Čibisovová       | Xenija Čibisovová    | Svitlana Jaromková | Svitlana Jaromková |
| C | volný los               | Xenija Čibisovová       | Xenija Čibisovová    | Svitlana Jaromková | Svitlana Jaromková |
| C | volný los               | Katarzyna Furmaneková   | Xenija Čibisovová    | Svitlana Jaromková | Svitlana Jaromková |
| C | volný los               | Katarzyna Furmaneková   | Xenija Čibisovová    | Svitlana Jaromková | Svitlana Jaromková |
| D | volný los               | Jasmin Külbsová         | Jasmin Külbsová      | Jasmin Külbsová    | Svitlana Jaromková |
| D | volný los               | Jasmin Külbsová         | Jasmin Külbsová      | Jasmin Külbsová    | Svitlana Jaromková |
| D | volný los               | Sandra Jablonská        | Jasmin Külbsová      | Jasmin Külbsová    | Svitlana Jaromková |
| D | volný los               | Sandra Jablonská        | Jasmin Külbsová      | Jasmin Külbsová    | Svitlana Jaromková |
| D | volný los               | Belkıs Zehra Kayaová    | Belkıs Zehra Kayaová | Jasmin Külbsová    | Svitlana Jaromková |
| D | volný los               | Belkıs Zehra Kayaová    | Belkıs Zehra Kayaová | Jasmin Külbsová    | Svitlana Jaromková |
| D | Maryna Slucká           | Maryna Slucká           | Belkıs Zehra Kayaová | Jasmin Külbsová    | Svitlana Jaromková |
| D | Ivana Šutalo            | Maryna Slucká           | Belkıs Zehra Kayaová | Jasmin Külbsová    | Svitlana Jaromková |